# أولافي فيرتا
أولافي فيرتا (Olavi Virta؛ سوسما، 27 فبراير 1915 - تامبيري، 14 يوليو 1972) مغني فنلندي، يـُلقب بملك التانغو الفنلندي. سجل ما يقرب من 600 أغنية بين عامي 1939 و 1966، تعد الكثير منها من كلاسيكيات الموسيقى الشعبية الفنلندية، وظهرت في العديد من الأفلام والعروض المسرحية. من أشهر أغانيه بالتانغو من عبارته الشهيرة "Punatukkaiselle tytölleni" (لفتاتي ذات الشعر الأحمر)، "Ennen kuolemaa" (قبل الموت) و "Täysikuu" (البدر)، بينما يبرز من موسيقاه الشعبية الأخرى "Poika varjoisalta kujalta" (فتى من درب مظلل)، "Hopeinen kuu" (قمر فضي)، "Eva" (إفا) و "Kultainen nuoruus" (الشباب الذهبي). كما كان التينور الثاني من رباعية "Kipparikvartetti" في أوائل الخمسينات. تحصل في بداياته على ثلاث سجلات ذهبيات بأغاني "Ennen kuolemaa" و "Tulisuudelma Cumparsita" و "La Cumparsita". اعترضت مسيرة أولافي فيرتا فضيحة اعتقاله للقيادة في حالة سكر في عام 1962، بعدها دعته الصحافة ساخرةً ب«كرة اللحم المغنية». بعد عشر سنوات عانى من إدمان الكحول، وعاش سنواته الأخيرة فقيراً.

## روابط خارجية
- أولافي فيرتا على موقع IMDb (الإنجليزية)
- أولافي فيرتا على موقع ميوزك برينز (الإنجليزية)
- أولافي فيرتا على موقع أول ميوزيك (الإنجليزية)
- أولافي فيرتا على موقع ديسكوغز (الإنجليزية)
- أولافي فيرتا على موقع قاعدة بيانات الفيلم (الإنجليزية)